# Silvaner
Sylvaner ou Silvaner é uma variedade de uva para vinho branco cultivada principalmente na Alsácia e na Alemanha, onde seu nome oficial é Grüner Silvaner. Embora as versões da Alsácia tenham sido consideradas principalmente vinhos mais simples, ela foi incluída entre as castas que podem ser usadas para produzir o vinho Alsace Grand Cru em 2006, juntamente com as quatro "uvas nobres" da Alsácia, embora somente em um vinhedo, Zotzenberg.
Essa dicotomia é explicada pelo vigor da videira Silvaner e pelo sabor neutro da uva, que pode levar à suavidade, a menos que os rendimentos sejam controlados. Por outro lado, ela oferece uma tela em branco para a expressão do terroir e, em bons locais com vinificação habilidosa, a Silvaner pode produzir vinhos elegantes. Tem alta acidez, mas naturalmente atinge altas quantidades de mosto, por isso é frequentemente misturada com outras variedades, como Riesling ou Elbling, sendo às vezes transformada em um vinho de sobremesa.

## História
A Silvaner é uma variedade antiga que há muito tempo é cultivada na Europa Central. Na Alemanha, é mais conhecida como um componente do Liebfraumilch. Ela goza de melhor reputação na Francônia do que em outras regiões vinícolas alemãs. A impressão digital do DNA revelou que ela é um cruzamento entre a Traminer e a variedade "húnica" Österreichisch-Weiß (que significa "branco austríaco"). Como resultado, acredita-se agora que ela tenha se originado no Império Austríaco.
Acredita-se que a uva tenha chegado à Alemanha após a Guerra dos Trinta Anos, pois há um registro de que a Silvaner da Áustria foi plantada no condado de Castell, na Francônia, em 5 de abril de 1659. Assim, a Alemanha comemorou o 350º aniversário da Silvaner em 2009. Seu nome foi considerado associado ao latim silva (que significa "bosque") ou saevum (que significa "selvagem") e, antes da moderna ampelografia, às vezes se supunha que essa variedade tinha uma relação próxima com videiras selvagens. Antes da tipagem de DNA, alguns supunham uma origem na Transilvânia com base em seu nome.
Uma quantidade significativa de Silvaner foi plantada na Alemanha e na Alsácia após a Segunda Guerra Mundial, chegando a 30% e 25%, respectivamente, da área total de vinhedos nas décadas de 1960 e 1970. Foi a variedade mais cultivada na Alemanha até ser ultrapassada pela Müller-Thurgau por volta de 1970. Grande parte da safra alemã foi misturada ao Liebfraumilch, mas a produção excessiva desse tipo de vinho arruinou sua reputação, e a mudança de gostos fez com que muitas videiras fossem arrancadas. No entanto, na Francônia, onde o Liebfraumilch não pode ser produzido, e que se limitou principalmente a vinhos brancos secos nas décadas em que a maioria das outras regiões alemãs produzia vinhos semidoces, a Silvaner manteve sua popularidade. A variedade única de Silvaner semidoce, que costumava ser comum, praticamente desapareceu da produção de vinho alemã. Mais recentemente, houve um renascimento na Alsácia com base em baixos rendimentos de bons locais de vinhedos, com reconhecimento formal em 2006, quando a Zotzenburg Silvaner se tornou a primeira a ser designada como um Grand Cru da Alsácia.

## Distribuição e vinhos

### Austrália
Na década de 1970, a Brown Brothers fez experimentos com o "Syilvaner" no nordeste de Victoria, mas sem resultados relevantes.

### Áustria
Há apenas 34 hectares (84 acres) de Silvaner em sua terra de origem, devido à tendência do vinho austríaco para estilos mais secos.

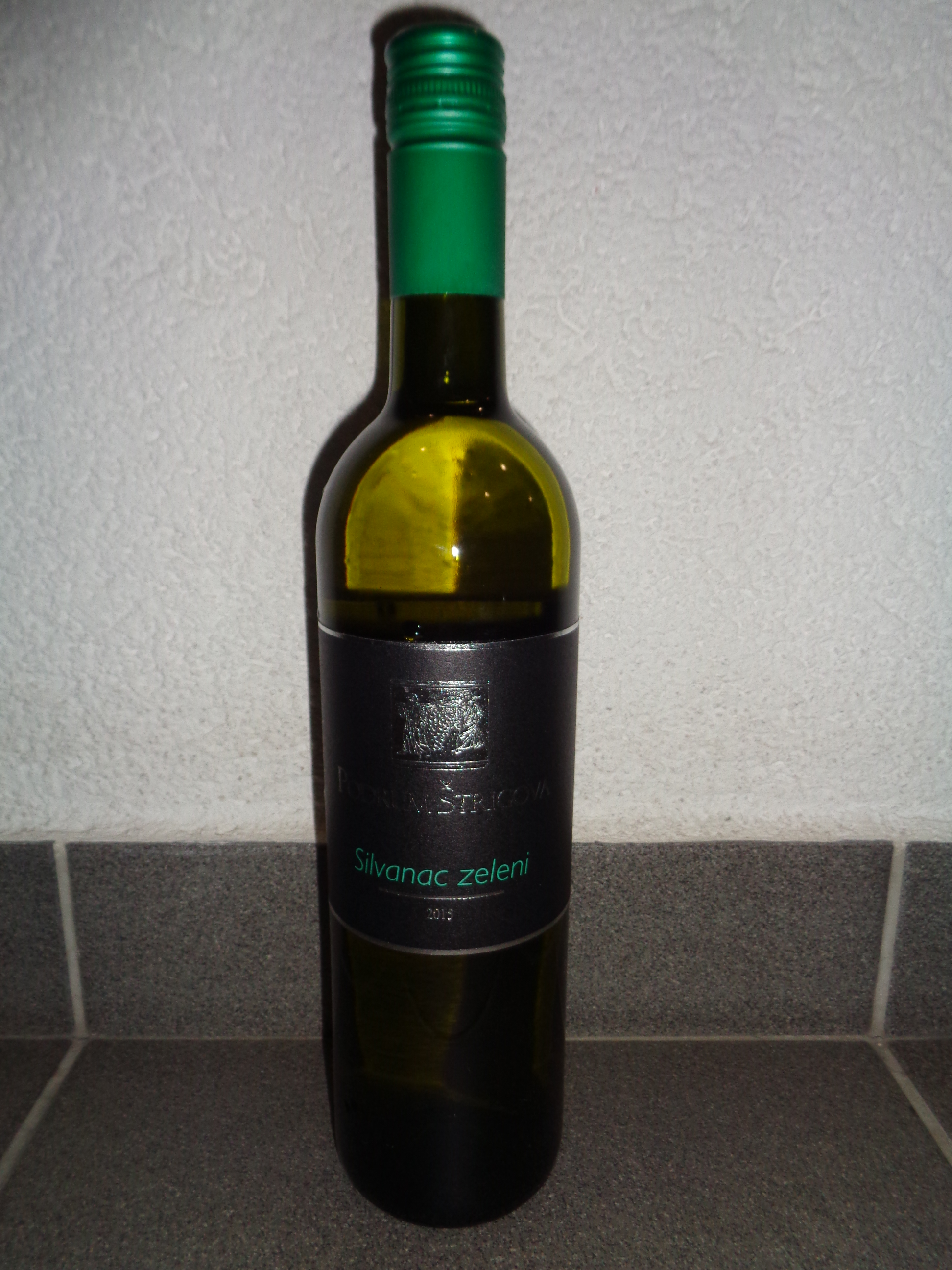
Uma garrafa de Silvaner verde do condado de Međimurje

### Croácia
Silvaner (silvanac zeleni em croata) é cultivada no leste da Croácia, nas regiões de Slavonija e Srijem, bem como em outras regiões. Nos últimos anos, o Silvanac zeleni semi-seco de alta qualidade de Orahovica se tornou um dos vinhos brancos mais populares da Croácia.

### França
A Silvaner tem um lugar polêmico no âmbito do vinho da Alsácia. Desde 2006, ela pode ser usada no Alsace Grand Cru, que antes era reservado para as quatro "uvas nobres" Gewürztraminer, Moscatel, Pinot gris e Riesling, mas somente no vinhedo Zotzenberg, que, juntamente com Altenberg de Bergheim e Kaefferkopf, tinha permissão para produzir vinhos de variedades mistas como Alsace Grand Cru. Os vinhos Zotzenberg Grand Cru podem consistir em Gewürztraminer, Pinot gris, Riesling e Silvaner em qualquer combinação. Portanto, é possível produzir um "Silvaner Grand Cru" varietalmente puro a partir desse vinhedo, mas ele não pode ser rotulado como tal, apenas como "Zotzenberg". Mesmo depois disso, a opinião de Jean Trimbach era que "esse Silvaner Grand Cru só é possível em Zotzenberg, é um reconhecimento do terroir, mas devemos parar por aí". Assim como na Alemanha, a popularidade da Silvaner vem caindo desde a década de 1970, passando de 25% dos vinhedos da Alsácia para 10% nesse período.

### Alemanha

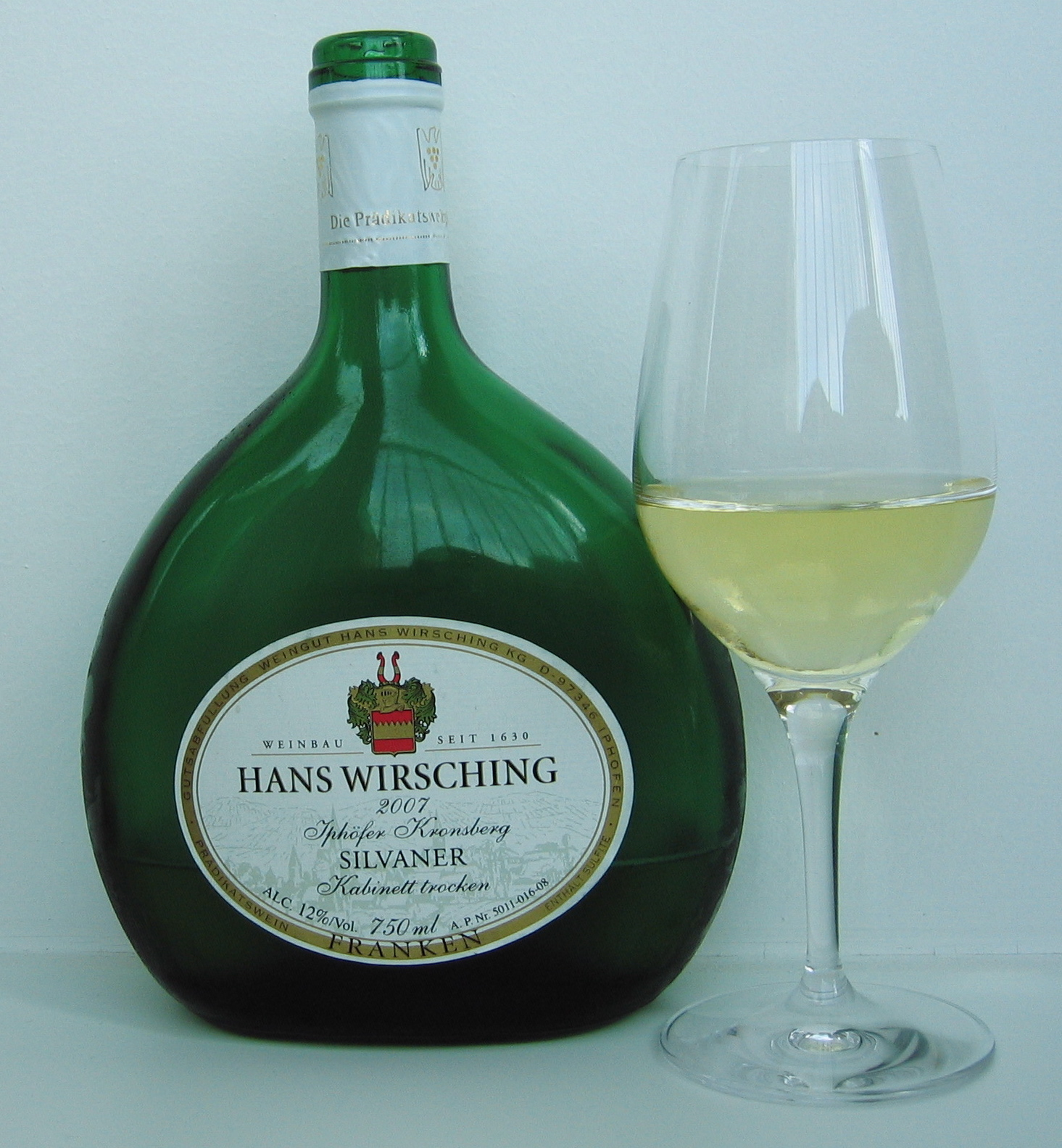
Um vinho Silvaner da Francônia na típica garrafa Bocksbeutel

Registrada pela primeira vez em Castell em 1659, a Silvaner (com "i") atingiu o auge nas décadas de 1960-1970, com 30% dos vinhedos alemães. No entanto, a superprodução durante os anos de Liebfraumilch arruinou sua reputação e, desde então, ela se retirou para a Francônia (Frankenland) (1.425 ha), onde, no melhor terroir calcário de Muschelkalk, pode produzir vinhos que podem competir com os melhores vinhos brancos alemães, que geralmente são feitos com a uva Riesling. Esses vinhos potentes são considerados fáceis de beber e são frequentemente descritos como tendo um paladar "terroso". De acordo com as regras da Associação de propriedades vinícolas alemãs Prädikat (VDP) Erste Lage/Grosses Gewächs, a Silvaner pode ser usada para vinhos Grosses Gewächs (vinhos secos de alta qualidade), mas somente na Francônia e em Saale-Unstrut, e não em nenhuma das outras 11 regiões vinícolas alemãs. A Silvaner também é cultivada em Hesse Renano (2.486 ha) e no Palatinado, e às vezes também é transformada em vinho de sobremesa. Atualmente, há 5.000 hectares (12.000 acres) na Alemanha, apenas 5% da área total de videiras.
O nome oficial da variedade na Alemanha é Grüner Silvaner, grafado com um "i", diferentemente da Alsácia e de sua terra natal, a Áustria.
A Silvaner não costuma ser amadurecida em barris de barrique (carvalho) para evitar que o corpo fino e frutado da Silvaner seja dominado pelo sabor do carvalho.

### Romênia
Na Transilvânia, que se presume ser a terra natal da Silvaner, são cultivadas duas variedades dessa uva: a Sylvaner roz (rosé) e a Sylvaner Verde B (Grüner Silvaner, Silvaner) em vinícolas como Jidvei (Tarnava) e Nachbil (Dealurile Sătmarului - Satu Mare)

### Eslováquia
A Silvaner é tradicionalmente cultivada no vilarejo de Limbach, na Eslováquia, que é famoso por seus vinhos varietais Silvaner, e em seus arredores.

### Suíça
Algumas são cultivadas na Suíça, onde são conhecidas como Johannisberger ou Sylvaner com um "y".

### Estados Unidos
Em 1858, Emil Dresel trouxe as primeiras mudas de Silvaner para os Estados Unidos e as plantou no que hoje é a Scribe Estate, no condado de Sonoma. Em sua homenagem, a Scribe Winery plantou um acre em 2007. Ela vem sendo cultivada há muitos anos na vinícola Rancho Sisquoc, no Vale de Santa Maria, na Califórnia. Por outro lado, a Silvaner praticamente desapareceu da Califórnia, onde era conhecida como Sylvaner Riesling, Franken Riesling, Monterey Riesling e Sonoma Riesling. O Oregon tem Silvaner em David Hill Vineyards, em Forest Grove.

## Silvaner vermelha e azul

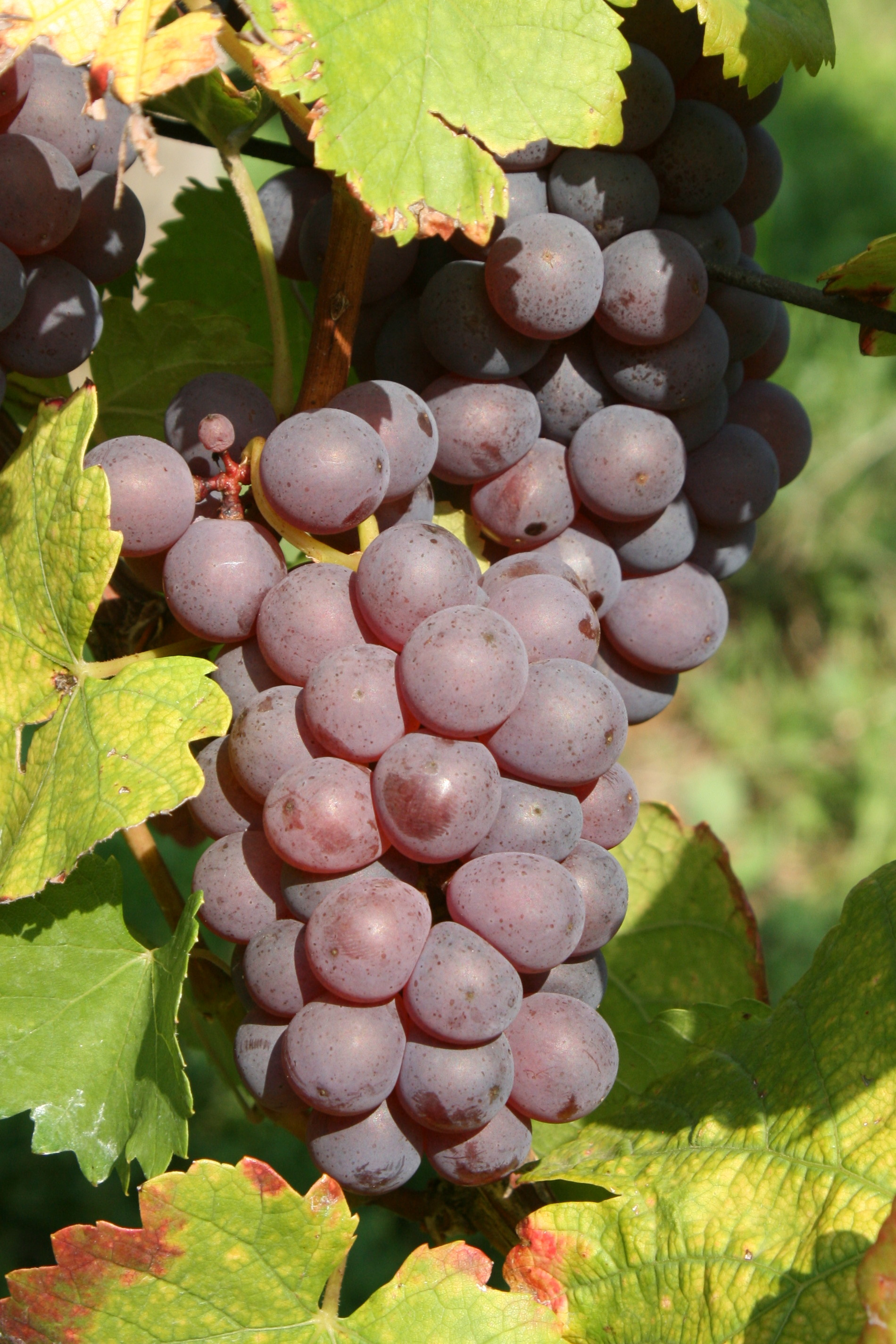
Silvaner azul

Variedades de uvas Red Silvaner (Silvaner vermelha) e Blue Silvaner (Silvaner azul) são cultivadas perto de Sulzfeld, uma cidade no distrito de Karlsruhe, no estado de Baden-Württemberg, na Alemanha. As uvas Silvaner azuis são transformadas em um vinho branco por meio de um curto período de contato com as cascas coloridas. As uvas Silvaner vermelhas produzem um vinho tinto leve na vizinha Summerach, em Franken. As vermelhas e azuis são produzidas em pequenas quantidades em 25 hectares e podem aparecer no catálogo da vinícola como esgotadas, mas oferecidas pelos comerciantes nos últimos anos. As áreas vinícolas de Baden-Württemberg são mais conhecidas pela produção de vinhos tintos, a maioria dos quais é consumida localmente e não é muito conhecida fora da Alemanha. A região vinícola adjacente, Franken, na Baviera (Francônia), tem um verão quente e seco do tipo continental semelhante e é frequentemente plantada com uvas silvaner brancas com pequenas plantações de uvas Silvaner vermelhas.
A Silvaner vermelha sofre mutação facilmente, com mais de 200 variedades pesquisadas. Os produtores de qualidade se interessam muito por novas variedades de clones para eventual substituição das variedades tradicionais.
Acredita-se que a Blue silvaner seja um cruzamento natural entre a Red Silvaner e a Green Silvaner (silvaner verde), enquanto a Red Silvaner se origina da mutação natural da Green silvaner.
Um vinho alemão de Silvaner tinto de 2017 foi classificado entre os 6% melhores vinhos do país.

## Vinho e viticultura

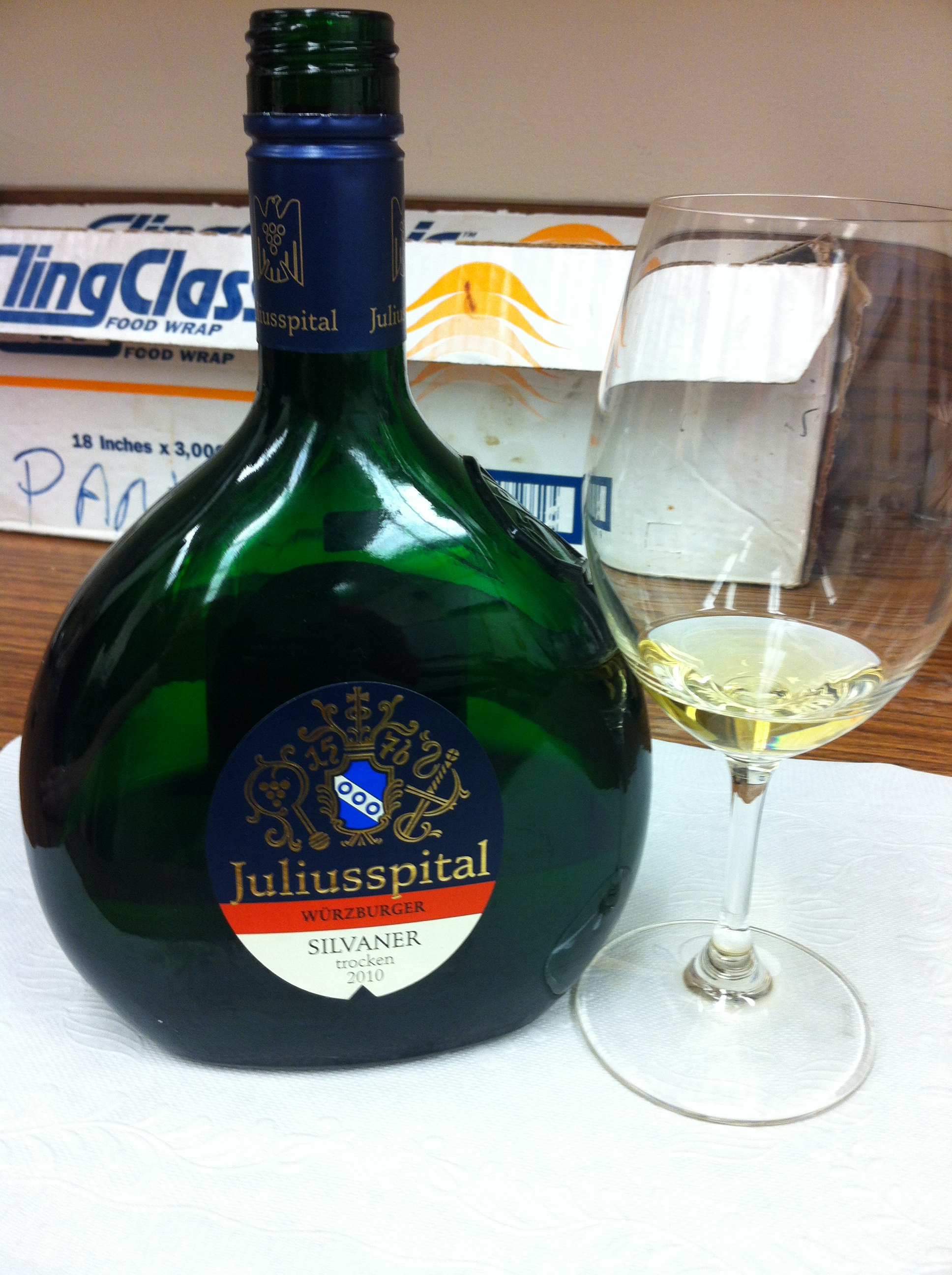
Um Silvaner da Francônia

A videira é vigorosa e produtiva, com folhas trilobadas. Os cachos são pequenos e cilíndricos, com frutos verdes médios que amadurecem rapidamente.
Em 1940, a Silvaner foi cruzada com a Chasselas para produzir a variedade de uva branca Nobling.

## Sinônimos
A Silvaner também é conhecida pelos seguintes sinônimos: Arvine, Arvine Grande, Augustiner Weiss, Beregi Szilvani, Boetzinger, Clozier, Cynifadl Zeleny, Cynifal, Fliegentraube, Frankenriesling, Frankentraube, Fueszeres Szilvani, Gamay blanc, GentilvVert, Gros Rhin, Gros-rhin, Gruen Silvaner, Gruenedel, Gruenfraenkisch, Grün Silvaner, Haeusler Schwarz, Johannisberger, Mishka, Momavaka, Monterey Riesling, Moravka, Movavka, Muschka, Mushza, Musza, Nemetskii Rizling, Oesterreicher, Oestreicher, Pepltraube, Picardon blanc, Picardou blanc, Plant Du Rhin, Rhin, Rundblatt, Salfin, Salfine Bely, Salvaner, Salviner, Scharvaner, Scherwaner, Schoenfeilner, Schwaebler, Schwuebler, Sedmogradka, Sedmogradska Zelena, Selenzhiz, Selivan, Silvanske Zelene, Sonoma Riesling, Sylvan Zeleny, Sylvaner, Sylvaner verde, Szilvani Feher, Tschafahnler, Yesil Silvaner, Zelencic, Zeleny, Zierfandler, Zierifandel, Zinifal, Zoeld Szilvani, Zoeldsilvani, Syilvaner, Siylvaner, Sylvaner vert, Grüner Sylvaner, Grünfraenkisch, Franken Riesling e Grüner Silvaner.